# Юри Румм
«Ю́ри Румм» (эст. Jüri Rumm) — эстонский немой полнометражный фильм, снятый режиссёром Йоханнесом Лупом на студии «Konstantin Märska Filmiproduktsioon» в 1929 году.

## Сюжет
Действия фильма происходят в 80-х годах XIX века. Юри Румм — камердинер в поместье. Он был наказан за кражу хлеба у барона для лечения своего больного отца. Румма приговорили в тюрьме. Но девушка, в которую он был влюблён, Мадли, тоже служила барону в поместье. Юри был готов пожертвовать тюремным заключением ради своей любви. Каждый раз он ловко ускальзывал от преследователей. Обычная история молодой пары переплетается с плутовством помещиков. Эстонский Робин Гуд мстит за несправедливость к крестьянам.

## В главных ролях
- Хельмут Суурсёэт — Юри Румм
- Ли Керге — Мадли
- Борис Борисов — барон
- Карл Лаас — Ментус
- Михкель Леппер — офицер жардармерии
- Бенно Хансен — судья Хаага
- Сальме Пеэтсон — баронесса из соседнего поместья
- Эльза Сильбер — дочь баронессы
- Мета Кельго — баронесса
- Вольдемар Тоффер — старый камердинер
- Вольдемар Пятс — бобыль
- Ольга Хольц — жена бобыля
- Альфред Хиндреа — компаньон Юри Румма
- Александр Мильдеберг — солдат
- А. Каазик — солдат

## Показ
«Юри Румм» был выпущен как немой фильм в декабре 1929 года с сопровождением живой музыки в двух частях. 11 декабря первая часть фильма демонстрировалась в таллинских кинотеатрах «Гранд-Марина» и «Рекорд» в течение недели. Вторая часть оставалась в кинопрограмме в течение шести дней с 18 декабря. Обе части впоследствии были смонтированы вместе для будущих показов в Таллине и региональных кинотеатрах.
В 2023 году в Национальном архиве Эстонии фильм был оцифрован в разрешении 6K с использованием оригинального негатива на нитрооснове и трёх нитро- и одной ацетатной позитивной плёнки. Отреставрированная версия идёт со скоростью 22 кадра в секунду. Музыка к немому фильму была написана композиторами Стивеном Хорном и Франком Бокиусом.